# Альдини

Гравюра з портретом Альда Пія Мануція

Зразок сторінки з альдини 1499 року видання

Альдини — стародруки, названі ім'ям італійського видавця Пія Мануція Альда (1449–1515). Видавалися у його друкарні у Венеції, згодом у Болоньї та Римі, відзначалися поліграфічною довершеністю та високим науковим рівнем підготовки античних текстів. 1500 року Альд Мануцій створив у Венеції «Нову Академію», покликану згуртувати вчених-гуманістів, філологів, істориків, знавців класичних мов з європейських країн навколо ідеї відродження античності, з метою перекладу, коментування й редагування грецьких рукописів. Справу батька продовжив син Паоло Мануцій, улюбленцем якого був римський політичний діяч і оратор Цицерон, твори котрого він коментував і видавав. З друкарні Мануціїв протягом століття вийшло понад 1000 книг. Це твори Арістотеля, Вергілія, Горація, Гомера, Цезаря та ін. Готували їх до друку відомі вчені Еразм Роттердамський, С. Картеромах, I. Грегоропулос, М. Музурос, А. Апостолос і багато інших. Мануцій позначав свої видання друкарським знаком — зображення дельфіна і котвиці. Невеликий зручний формат, елегантне оздоблення, курсивний шрифт, виготовлений талановитим болонським гравером Ф. Гріффіо, ще за життя Мануція зробили його видання раритетами; до нашого часу їх збереглося обмаль. Альдини вважалися зразком для наслідування, їх навіть намагалися підробляти, з'явилися псевдоальдини. В Україні альдини стали відомі наприкінці XVI століття, про що свідчать власницькі надписи на книгах, зокрема Іллі Зінькевича та львів'ян Лясковських. У бібліотеках України їх налічується близько 200 примірників, із яких 100 — в колекціях НБУВ.
Французький бібліограф А. Ренуар у 3-томній праці дав повний опис альдин та діяльності родини Мануціїв (Париж, 1825).